# Mariner 3
La Mariner 3 fou una missió espacial no tripulada de la NASA que, juntament amb la seva bessona Mariner 4, tenia l'objectiu d'explorar i realitzar els primers sobrevols de Mart. La Mariner 3 fou llançada el 5 de novembre de 1964, però l'embolcall de la sonda a la part superior del coet llançador no s'obrí correctament i la sonda no pogué obrir correctament els panells solars. Només amb les bateries internes la Mariner 3 aviat es quedà sense energia i quedà estabilitzada en una òrbita solar, on actualment es troba.